# بيتر بروكتر
بيتر بروكتر (بالإنجليزية: Peter Procter)‏ هو دراج بريطاني، ولد في 16 يناير 1930 في برادفورد في المملكة المتحدة.